# Nemetobriga
Nemetobriga fue un antiguo poblamiento de origen prerromano, probablemente localizado en el entorno del actual municipio orensano de Puebla de Trives, aludido en fuentes clásicas como cabecera del pueblo de los Tiburos, tribu astur, lugar de importancia no sólo demográfica, sino posiblemente religiosa, para toda la región, relevancia posteriormente reconocida por los romanos al incorporar el asentamiento al trazado de una calzada, la Vía Nova, A-18 (n.º 18 del Itinerario de Antonino, en la ruta que unía Bracara y Asturica Augustas, dos capitales de conventus, de partido judicial, de la provincia romana de Gallaecia).
Etimológicamente, el topónimo Nemetobriga surge de la combinación de las voces nemeton (lugar sacro o sagrado) y briga (altura, fortaleza). Estos mismos términos pueden hallarse en la toponimia de otros tantos lugares de Europa relacionados con los celtas: Nemetacum (en la Gallia Belgica, hoy ciudad francesa de Arrás), *Nemetodurum (ciudad francesa  de Nanterre), Vernemetum (en el condado de Nottinghamshire, en Inglaterra), Medionemetum (en Escocia) para el primero, y para el segundo, Brigae (Brzeg, en Polonia), Brigantia, (Briançon en  Francia); Attobriga (Weltenburg, Babiera, Alemania); Cantabriga (Cambridge, Inglaterra) etc.
Hay varias opiniones sobre la localización específica del poblado. El filólogo francés Georges Dottin opinaba en 1915 que estaba cerca de Ponte Navea, en la carretera de Ourense a Pobra de Trives, ya cerca de esta última. En cambio, una mayoría de arqueólogos e historiadores la sitúan en los alrededores de Trives Vello.